# Kraj trnawski
Kraj trnawski (słow. Trnavský kraj) – jednostka administracyjna Słowacji, jeden z 8 krajów, na które podzielone zostało to państwo. Siedzibą administracji kraju trnawskiego jest Trnawa.